# Hibana ascensionensis
Espèce
Hibana ascensionensis est une espèce d'araignées aranéomorphes de la famille des Anyphaenidae.

## Distribution
Cette espèce est endémique de l'île de l'Ascension.

## Description
La carapace du mâle holotype mesure 2,32 mm de long sur 1,79 mm et la carapace de la femelle paratype 2,24 mm de long sur 1,73 mm et l'abdomen 2,80 mm de long sur 1,17 mm.

## Systématique et taxinomie
Cette espèce a été décrite Sherwood, Marusik, Sharp et Wilkins en 2024.

## Étymologie
Son nom d'espèce, composé de ascension et du suffixe latin -ensis, « qui vit dans, qui habite », lui a été donné en référence au lieu de sa découverte, l'île de l'Ascension.

## Publication originale
(juillet 2024).
- Sherwood, Marusik, Sharp & Wilkins, 2024 : « First record and new species of the hitherto American endemic genus Hibana Brescovit, 1991 from Ascension Island (Araneae: Anyphaenidae). » Arachnology, vol. 19, no 8, p. 1139-1142.